# Болнице шкотских жена - Јединица „Гиртон и Њунхам”
Болница шкотских жена - јединица „Гиртон и Њунхам” била је једна од привремених санитетских установа која је свој рад започела у Француској 1915. а наставила и завршила у Солуну 1918. године.

## Предуслови
Први светски рат, у коме су широм европских бојишта владале епидемије трауматизма и заразних болести, покренуо је талас патриотизма и широку мобилизацију војника, на коју су се огласиле и жене из свих делова Европе.
Након што су у Великој Британији изуетно мотиивисане и борбене суфрожеткињесу војне власти одбијала да приме у војне медицинске редове, оне су самоиницијативно  покренуле организовање добровољних медицинских јединица. Међу првим, била је то организација под називом Болница шкотских жена за службу у иностранству (енг. Scottish Women’s Hospitals for Foreign Service), чији је један од водећих оснивача била др Елси Инглис. Уз помоћ суфражеткиња она је основивала 14 болница, међу којима је једна од првих била и јединица „Гиртон и Њунхам” упућена на фронт у Француској.

## У Француској
Пошто британски уред за рат није прихватио понуду др Инглис да у својим редовима ангажује Болницу шкотских жена, британски уред  је услугу ових болница понудио савезничким владама које су то великодушно прихватиле. Француска је била једна од њих.
Након позитивног искуства са првом болницом у Француској, француска влада је затражила оснивање нових болница. Тако су под  покровитељством Француске владе и француског Црвеног крста, Болнице шкотских жена за службу у иностранству основале и другу болницу у Француској која је одмах укључена у састав француске Источне армије (Armee d’Orien).
Болница је почела је са радом у граду Троа  у Француској на реци Сени у департману Об и регији Шампањ-Ардени 8. маја 1915. године, под руководством др Лауре Сандерман и др  Луиз Мекилрој. Већина састава за њен рад дошла је из редова студената два женска колеџа на Универзитету у Кембриџу.
Болница је била састављен од хирурга, радиолога, бактериолога и медицинских сестара, које су били у стању да се боре против свих ратних рана и гасне гангрене и у томе бележиле изванредне резултате.
Правила у овој искључиво женској болници била су строга и, забрањивала су употребу кармина и шминке, нападно одевање, ношење накита, плес у униформи и пушење на јавним местима.

## Лекарски састав јединице
Лекарску екипу чиниле су:
| - др Луиза Макилрој (Dr. Anne Louise McIlroy), - др Изабел Емсли (Dr. Isabel Emslie), - др Онориа Кир (Dr. Honoria Somerville Keer), - др Мабел Харди (Dr. Mabel Hardie), - др Елиза Грејг (Dr. Eliza Stephenson Greig), - др Џин Патрон Гордон (Dr. Jean Patron Gordon), - др Рут Иден Конвеј (Dr. Ruth Eden Conway), | - др Каролин Лоу (Dr. Caroline Victoria Lowe), - др Л. Доротеа Тејлор (Dr. L. Dorothea Taylor), - др Гледис Ворд (Dr. Gladys Ward), - др Мери Макнил (Dr. Mary Lauchline McNeill), - др Етел Прајс (Dr. Ethel Jane Mildred Pryce), - др Мери Александер (Dr. Mary Alexander), - др Барбара Макгрегор (Dr. Barbara McGregor). |

Јединица је имала у свом саставу и зубну станицу, у којој су радиле зубарке:
| - Кејт Латарч (Kate Latarche) | - Мери Џејн Рипли (Mary Jane Ripley). |

## У Грчкој
Када је донесена одлука да се француске трупе пошаљу у Салун са њима је кренула и овенчана славом, о њеном медицинском и хируршком раду, на западном фронта у Францукој, Болница шкотских жена „Гиртон и Њунхам”. Она је заједно са француским експедиционим снагама — Источном армијом (франц. L’Armée d’Orient) допутовала у Солун, новембра 1915. године, са циљем да,
- прво помогне Србима, у прихвату њихових снага које су с карај 1915. кренуле у повлачење из Србије,
- српску војски,  по оснивању солунског фронта, подржи и у ратним операцијама за коначно ослобођење Краљевине Србије.[3][4]

Болница шкотских жена, „Јединица Гиртон и Њунхам“,  прво је била стационирана у Егејској македонији, и радила је од новембра 1915. па до краја рата, под стручним руководстваом др Ен Луиз Мекилрој (1874–1968).
Све време почев од доласка у Грчку до ослобођења Србије, ова Болница се првенствено бавила рехабилитацијом и ортопедским протетисањем бројних српских ратних инвалида.
По доласку у Солун болница је послата на југ Македоније у Ђевђелију, да прихвати војску и избегло становништво које је било у повлачењу под најездом непријатеља.  Болница је била размештена око старе фабрике свиле, у врло тешким јесењим условима.
Због велике хладноће операције под шаторима извођене су уз велике потешкоће, и снажне ударе ветра који је претио да поруши шаторе. Војници су у болницу долазили са тешким промрзлинама, јер су на околним брдима били изложени јаком мразу и ветру, па су ампутације прдтију и удова због гангрене биле честе. Близина болнице линији борбених дејстава, утицала је на то да је она била непрестано угрожена артиљеријском ватром, али и упадом Бугара.
Почетком децембра, заједно са Србима и савезничком војском болница је из бугарима окружене Ђевђелије повукла у Солун, где је наставла да ради до краја рата.
По доласку у Салун, јединица је нашла град препун војних трупа. Једини простор за болницу био је у округу Каламариа у близини мора, скучени, слабо исушени предео окружен зградама, између Француске привремене болнице бр. 4 и јединица и изван главног пута (сада авенија краљице Олге)  са једне стране и француских привремених болница бр. 2 и бр. 5. са друге и зграде у којој се налазило седиште владе Венизелоса од почетка октобра 1916. до средине јуна 1917. године.
И болесници и особље највећим делом били су смештени испод шатора, јер су смештајни услови у објектима од чврстог материјала били ограничени. Иако је локација прихваћена као привремена, јединица није премештена на другу локацију све до јесени 1917. године.
На основу расположивих извештаја, болница је у Солуну хируршки збринула 2.733 болесника, од којих је 1.344 оперисано под општом анестезијом. Броју лечених болесника  3.764,  треба придодати и бројку од 1.714 болесника са знацима маларије и дизентерије, тако да је број кревета у болници врло брзо повећан на 300.
Током јуна, јула и августа, у болници су се непрестано  болесници смењивали. Нови болесници су долазили, док су други били евакуисани болничким бродовима у Француску.
Током лета 1916. врућина у Егејској Македонији је била екстремна, па су жене радиле до граница њихове издржљивости, „борећи” се са више хиљада оболелих од маларије и дизентерије. Несређена логистичка питања, бројне потешкоће око прибављања залиха хране и санитетског материјала, а посебно воде и леда, погоршало је ситуацију. Вода је морала бити кувана или хемијски стерилисана а и друге санитарне потешкоће увек су биле присутне.
На јесен 1916. године температура је почела да пада, постало је хладније, па се број заразних болести самњио. Али је интензивирање борбених дејстава на солунском фронту утицало је на све већи прилив рањених војника. Заједно са болницама у Француским јединицама, болница се бавила лечењем болесника са тежим и често вишеструким и контаминираним ранама, насталих експлозијом граната, све до пробоја Солунског фронта.